# Río Hornillos
Der Río Hornillos ist ein Fluss in den Peruanischen Anden in der Provinz Caylloma der Region Arequipa. Er gehört zum Oberlauf des Amazonas und wird mit seinem linken Quellfluss Challamayo und dessen Quellfluss Lloqueta zum längsten Amazonas-Quellast gezählt.

## Flusslauf

### Lloqueta

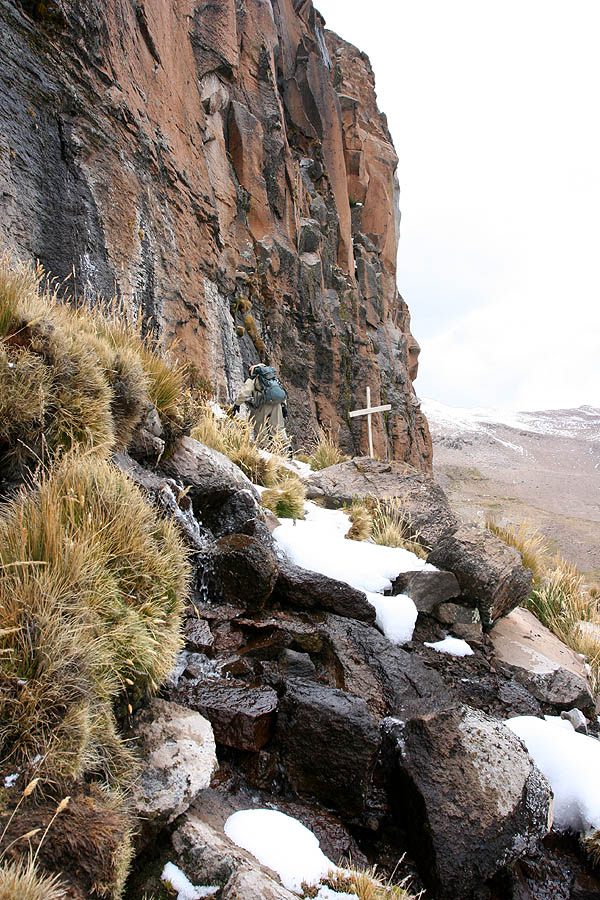
Die Quelle in der Carhuasanta-Schlucht am Nevado Mismi galt lange als mündungsfernste Amazonasquelle

Der Loqueta entsteht aus dem Zusammenfluss der Gletscherbäche Carhuasanta (Quelle am Nordhang des Nevado Mismi) und Apacheta (Quelle am Nachbarberg Nevado Quehuisha). Nach dem Zusammenfluss der Quellbäche fließt der Lloqueta nach Norden und vereinigt sich nach 12 km mit dem von Westen kommenden Gebirgsbach Ancollagua zum Challamayo.
Etwa seit Beginn der 1970er und bis Mitte der 1990er Jahre galt die Carhuasanta-Quelle als mündungsfernste Quelle des Amazonas und wurde als solche allgemein akzeptiert. Dagegen wurde die Apacheta-Quelle am Quehuisha erstmals 1996 von dem polnischen Expeditionsleiter Jacek Palkiewicz, einem Mitglied der Royal Geographical Society, als eigentliche Amazonasquelle vorgeschlagen. 2007 wurde die Richtigkeit seiner Entdeckung durch eine peruanisch-brasilianische Expedition bestätigt, die aus Experten des peruanischen Instituto Geográfico Militar, der peruanischen Wasserbehörde ANA, des brasilianischen Geographischen Instituts IBGE und des brasilianischen Raumforschungsinstituts INPE bestand. Seitdem gilt der Apacheta-Abfluss als der maßgebliche Amazonas-Quellbach und die Quelle am Nevado Quehuisha wurde am 11. September 2011 durch eine Markierungstafel von der Geographischen Gesellschaft von Lima als offizielle Quelle des Amazonas gekennzeichnet.

### Challamayo
Der 13 km lange Challamayo fließt in nördliche Richtung, knickt dann nach Osten ab und vereinigt sich mit dem Alcata zum Hornillos.

### Hornillos
Ab dem Zusammenfluss verläuft der Hornillos nach Südosten, wechselt seine Fließrichtung dann nach Norden und mündet nach gut 30 km von rechts in den von Westen kommenden Río Apurímac.